# Erythropitta ussheri
Az Erythropitta ussheri a madarak osztályának verébalakúak (Passeriformes) rendjébe és a pittafélék (Pittidae) családjába tartozó faj.

## Rendszerezése
A fajt John Gould angol ornitológus írta le 1877-ben, a Pitta nembe Pitta ussheri   néven. Egyes szervezetek a gránátpitta (Erythropitta granatina) alfajaként sorolják be Pitta granatina ussheri néven.

## Előfordulása
Borneó északi részén, Malajzia területén honos. Természetes élőhelyei a szubtrópusi és trópusi síkvidéki esőerdők és mocsári erdők, valamint másodlagos erdők. Állandó nem vonuló faj.

## Megjelenése
Testhossza 13–16 centiméter, testtömege 58-60 gramm.

## Életmódja
Rovarokkal, pókokkal és kisebb csigákkal táplálkozik.

## Természetvédelmi helyzete
Az elterjedési területe kicsi és az erdőirtások miatt folyamatosan és gyorsan csökken, ennek következményeként egyedszáma is csökken. A Természetvédelmi Világszövetség Vörös listáján mérsékelten fenyegetett fajként szerepel.